# Contea di Lubbock
La contea di Lubbock in inglese Lubbock County è una contea dello Stato del Texas, negli Stati Uniti. La popolazione al censimento del 2010 era di 278 831 abitanti. Il capoluogo di contea è Lubbock. La contea è stata creata nel 1876 ed organizzata nel 1891.

## Geografia fisica
| Anno | Popolazione | ±%       |
| ---- | ----------- | -------- |
| 1880 | 25          | Note:    |
| 1890 | 33          | 32.0%    |
| 1900 | 293         | 787.9%   |
| 1910 | 3,624       | 1,136.9% |
| 1920 | 11,096      | 206.2%   |
| 1930 | 39,104      | 252.4%   |
| 1940 | 51,782      | 32.4%    |
| 1950 | 101,048     | 95.1%    |
| 1960 | 156,271     | 54.7%    |
| 1970 | 179,295     | 14.7%    |
| 1980 | 211,651     | 18.0%    |
| 1990 | 222,636     | 5.2%     |
| 2000 | 242,628     | 9.0%     |
| 2010 | 278,831     | 14.9%    |

Secondo l'Ufficio del censimento degli Stati Uniti d'America la contea ha un'area totale di 901 miglia quadrate (2330 km²), di cui 896 miglia quadrate (2320 km²) sono terra, mentre 5,1 miglia quadrate (13 km², corrispondenti allo 0,6% del territorio) sono costituiti dall'acqua.

### Strade principali
- Interstate 27
- U.S. Highway 62
- U.S. Highway 82
- U.S. Highway 84
- U.S. Highway 87
- State Highway 114
- State Highway Loop 289

### Contee adiacenti
- Hale County (nord)
- Crosby County (est)
- Lynn County (sud)
- Hockley County (ovest)
- Lamb County (nord-ovest)
- Terry County (sud-ovest)
- Garza County (sud-est)